# Danshøj Station
Danshøj Station er en S-togs-station, beliggende hvor Høje Taastrup-banen mellem København H og Høje Taastrup krydser Ringbanen mellem Hellerup og København Syd Station.
Stationen, som åbnede den 8. januar 2005, er særlig derved, at den primært er beregnet som omstigningsstation mellem de to S-togs-linjer. Stationen har således hverken parkeringspladser eller busbetjening. I forbindelse med anlæggelsen blev det nordlige spor på Høje Taastrup-banen flyttet til en nyopført bro for at give plads til en øperron mellem de to spor. Ved Ringbanen er der sideperroner.
I projektfasen gik stationen under navnet Harrestrup Station, hvilket efter en offentlig høring blev ændret til Danshøj, der tillige er navnet på en gravhøj fra oldtiden, der ligger ca. 500 meter sydvest for stationen.
Der er ingen veje, der går helt hen til stationen. Men i kraft af, at det nærliggende villakvarter har række veje, er der trods alt vejforbindelse hen til Ringbanens østlige perron. Herfra er desuden en gang- og cykelbro, der fører over jernbanen og hen til villakvarteret på den anden side af banen. Oven på afskærmingen mellem broen og køreledningerne er der opsat to plader fra Banedanmark, der hhv. fortæller om Danshøj Station og Ringbane-projektet generelt.
Fra broens vestlige ende fører en sti langs perronen mod jordvolden og fortsætter langs den mod vest.
Oprindeligt var stationens område fredskov og godsbanen/Ringbanen krydsede længere mod vest. Men man valgte at udbygge den jordvold, banen mod Høje Taastrup kører på og samtidig trække skinnerne længere mod øst. Efter anlæggelsen af stationen er der ikke meget skov over området, men er blot blevet beplantet med græs, samt enkelte træer og skal nu fungere som et rekreativt område.
Stationen har cykelparkering på Ringbanens perroner, da kun disse ligger tilgængeligt for cykeltrafik. Der er således både overdækkede og ikke-overdækkede parkeringspladser bag overdækningerne i perronernes sydlige ende.

## Galleri
- Adgangsvej fra Ansgars Allé.
- Vestbanen skjult af støjskærm krydser over Ringbanen.
- Perroner for Ringbanen.
- Vestbanens perron set fra øst.
- Elevator fra Vestbanens perron til Ringbanen.
- Linje B til Høje Taastrup.

## Antal rejsende
Ifølge Østtællingen 2008 var udviklingen i antallet af dagligt afrejsende:
| År   | Antal |
| ---- | ----- |
| 2003 |       |
| 2004 |       |
| 2005 | 722   |
| 2006 | 728   |
| 2007 | 745   |
| 2008 | 799   |